# Église Saint-Germain de Chapelle-lez-Herlaimont
L’église Saint-Germain est un édifice religieux chrétien situé place de l’Église numéro 24 à Chapelle-lez-Herlaimont dans le Hainaut, en Belgique.
Elle a été rénovée à de nombreuses reprises, notamment en 1739, 1749, 1849 et en 1891. Mais la date précise de sa construction initiale reste inconnue.

## Vénération
La ville de Chapelle-lez-Herlaimont vénère saint Germain. Depuis le XIVe siècle, une chapelle lui est consacrée. Cette vénération succède à celle de saint Aubert.
Auparavant des pèlerins de tous coins venaient pour vénérer le saint. Ce pèlerinage constituait pour le village un pôle d’attraction très important. Les pèlerins accomplissaient trois fois le tour de l’église en récitant des prières. Soit des patenôtres ou des Ave Maria. Après cela, ils se rendaient autour de l’autel consacré à saint Germain et y présentaient leurs enfants en « retard de marche ».
En effet, ce saint est surtout prié pour obtenir la guérison des enfants qui ont des problèmes de motricité ou qui tardent à marcher.

## Histoire
Cette église possède le plus ancien buffet d’orgue du Hainaut. En effet, ceux-ci ont été installés en 1741. Cette date figure d’ailleurs sous la frise portant la grande tourelle médiane. Les sculptures figurant sur ce buffet ont été réalisées par François Combelin, né à Verviers, prieur d’Herlaimont et curé de Chapelle.
L’autel dédié au saint est édifié en 1910. La statue du saint figurant sur cet autel est offerte à la paroisse en 1749 par les Norbertins de Floreffe.
Le 11 juin 2007, l’église est victime d’un effondrement. Alors que s'effectuaient des travaux de voiries sur l’ensemble de la place de l’église, afin de la moderniser, une partie du bâtiment s’effondre. En effet, trois ouvriers qui tentent d’en stabiliser la maçonnerie, alertés par un machiniste, peuvent alors se retirer à temps avant que l’édifice ne s’écroule. L’écroulement était dû à une poche d’eau de pluie présente à la base de l’édifice qui avait été construit sans fondation sur une terre argileuse. Grâce à la mobilisation des paroissiens et des paroisses avoisinantes, ne voulant pas que leur église soit démolie, le lieu de culte ouvrit de nouveau ses portes, cinq ans plus tard, le 18 novembre 2012.

## Unité pastorale
La paroisse de Chapelle-lez-Herlaimont fait partie de l’Unité pastorale des prieurés, qui recouvre également les communes de Manage et Seneffe. Le vice-doyen, responsable de cette unité pastorale est l’abbé Théophile Kisalu. Il est également le curé de Chapelle depuis le 1er septembre 2013. Bryan Sultana est quant à lui le vicaire de cette église.